# مکس آبراهام
 مکس آبراهام (انگلیسی: Max Abraham؛ زاده ۲۶ مارس ۱۸۷۵ درگذشته ۱۶ نوامبر ۱۹۲۲) یک دانشمند در زمینه فیزیک‌دان اهل آلمان بود.